# FK BSK Batajnica
Maillots
Le Fudbalski Klub Borčanski Sportski Klub Batajnica (en serbe : Фудбалски Клуб Борчански Спортски Клуб Батајница), plus couramment abrégé en BSK Batajnica, est un club serbe de football fondé en 1925 et basé à Zemun, quartier de Belgrade, la capitale.

## Histoire
Le FK BSK Batajnica est fondé en 1925.
L'un de ses plus grands succès est accompli le 31 juillet 1996, lorsque ses joueurs sortent le FK Partizan de la Coupe de Yougoslavie en remportant le match 2 buts contre 1 ; les buteurs du BSK sont Radivoje Panić et Ljubiša Vasiljević.

## Palmarès
| Compétitions nationales                                                                                                |
| --- |
| - Championnat de Serbie D4 (1) : - Champion : 2019-20. - Championnat de Serbie D5 (1) : - Champion : 20014-15 (Gr. A). |

## Personnalités du club

### Présidents du club
- Stevan Manojlović
- Mile Lončar

### Entraîneurs du club
- Goran Dukić
- Milan Milanović
- Živko Budimirović

### Anciens joueurs du club
| - Miralem Sulejmani - Đorđe Čotra - Radovan Radaković - Siniša Branković | - Siniša Đurić - Aleksandar Madžar - Nikola Drinčić - Vincent Ngongang |

## Supporters
Les supporters du club sont connus sous le nom de « Dijabole » (en français : les Diables). Leur groupe est créé en 1987.